# 蹴鞠

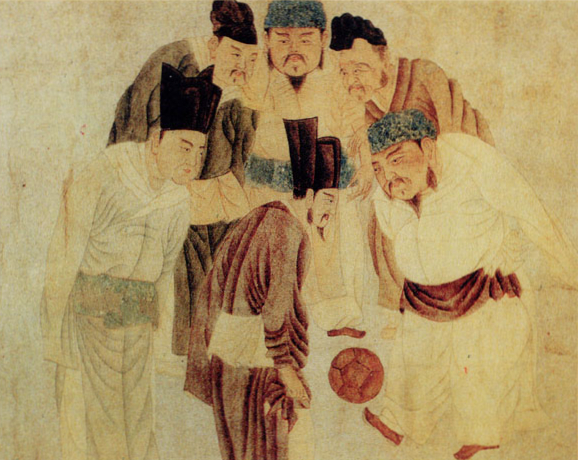
元代钱选所绘《宋太祖蹴鞠图》

蹴鞠（中古擬音：chiuk giuk，注音符號：ㄘㄨˋ　ㄐㄩˊ），亦稱「蹋鞠」，翻译为现代汉语就是“踢球”，其中蹴是“踢”的意思，鞠是“球”。
蹴鞠始於中國戰國時代，在唐朝開行。 

## 歷史
蹴鞠是一種以腳擊球的運動，相傳最早是中國的黃帝為了訓練士兵而發明，文字記載可以上溯至戰國時代，大部分學者認為蹴鞠起源於戰國的齊國（現今山東臨淄），本為軍訓之用，進而演變為遊戲。漢代名將衛青、霍去病率軍駐守邊疆時，曾閑時蹴鞠。蹴鞠运动也见于朝鲜、日本和越南等東亞国家。
中国最早記錄蹴鞠的古籍可以追溯到春秋戰國时期的《戰國策》。 《戰國策·齊策》記載：二千三百多年前的山東臨淄“甚富而實，其民無不吹竽、鼓瑟、擊筑、彈琴、鬥雞、走犬、六博、蹋鞠者……”蹴鞠運動之所以能在齊國流行，其主要原因為，時戰國時代兼併劇烈，城市居民也要應徵從軍，從事蹴鞠運動有增強體質以適應軍事需要的性質，自然得到了統治者的大力提倡。在另一部古籍《史记·苏秦列传》中，也同样印证了当时齐国的“蹴鞠热”：临淄城有七万户，人民富庶殷实，其民无不以“吹竽鼓瑟，弹琴击筑，斗鸡走狗，六博蹋鞠”为乐……

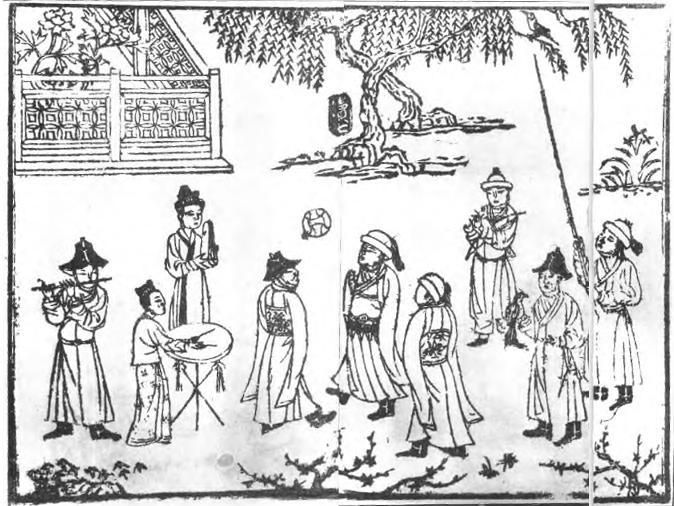
元代陳元靓所绘《事林廣记》

漢代，仍保留軍事訓練的用途，但由於漢高祖劉邦的推行，蹴鞠已經發展成爲一項非常專業化的運動，並且有比較健全的比賽規則。漢朝皇室中的蹴鞠規模很大，設有專門的球場，四周還有圍牆和看臺，球則是實心的。汉成帝本人亦雅好蹴踘。在當時比較正規的蹴鞠比賽分爲兩隊，雙方各有六名隊員參加，以踢進球門的球數的多少來決定勝負。西漢劉向在《別錄》中記載：“蹋鞠，兵勢也，所以練武士，知有材也”。西漢時已經有了專業的書籍《蹴鞠二十五篇》。
東漢李尤《鞠城銘》述：「圓鞠方牆，仿像陰陽。法月衡對，二六相當。建長立平，其例有常。不以親疏，不有阿私。端心平意，莫怨是非。」後來蹴鞠也和佛教一起傳到了日本，今日韓語和戰前的日語中仍可見稱足球爲蹴球的用法，便是受到中國蹴鞠的影響。
唐代時馬球興起，練兵習武多採用馬球，而蹴鞠則向著娛樂方向發展。此時，還發明了以氣球作球膽，並設球門進行比賽。大大促進了運動技術的發展和提高，當時蹴鞠的形制有很大的改變，技術也有很大的提高，更接近於現代的足球。就是把唐以前的用毛髮填充的實心球改成了充氣足球。人們用八片尖皮縫成圓形球殼，並且在球殼裡放一個動物尿泡，“噓氣閉而吹之”，成為充氣的球，這使得足球的各種性能都表現出來。球門用兩根竹竿支起一個網，分成兩門兩隊比賽。另外還有一種踢法是兩隊隔網比賽，中間的網上有一個球門，以射門進球數決定勝負。有宮庭的數百人一起參加的大型活動，也有家庭式的幾個人的小比賽。
宋代時兩門兩隊的對抗性踢法開始消失，盛行以表現個人技巧的踢法，謂之“白打”。踢球者圍繞成一圈，以除手以外身體任何部位觸球，表演各種動作而不使球落地。既有單人表演，亦有二三人乃至十餘人的共同表演。也形成了專業的蹴鞠藝人團體，名爲齊雲社（圓社），並出版各種專業書籍。蹴鞠在民間已成為最主要的娛樂活動之一，还有全国性的比赛山岳正赛。宋代的帝王將相也多是蹴鞠競賽的愛好者。《水滸傳》裡所描寫的太尉高俅，便是憑一腳好球藝而發跡，說明了當時人們喜愛蹴鞠的程度。
宋代時，中國古代足球的一個顯著特色，是在唐代興起了女子足球運動，這與蹴鞠發展為講求個人技藝的表演性遊戲有直接關係。由於表演性取代了激烈對抗的競賽性，蹴鞠運動在明代以後逐漸走向衰落。

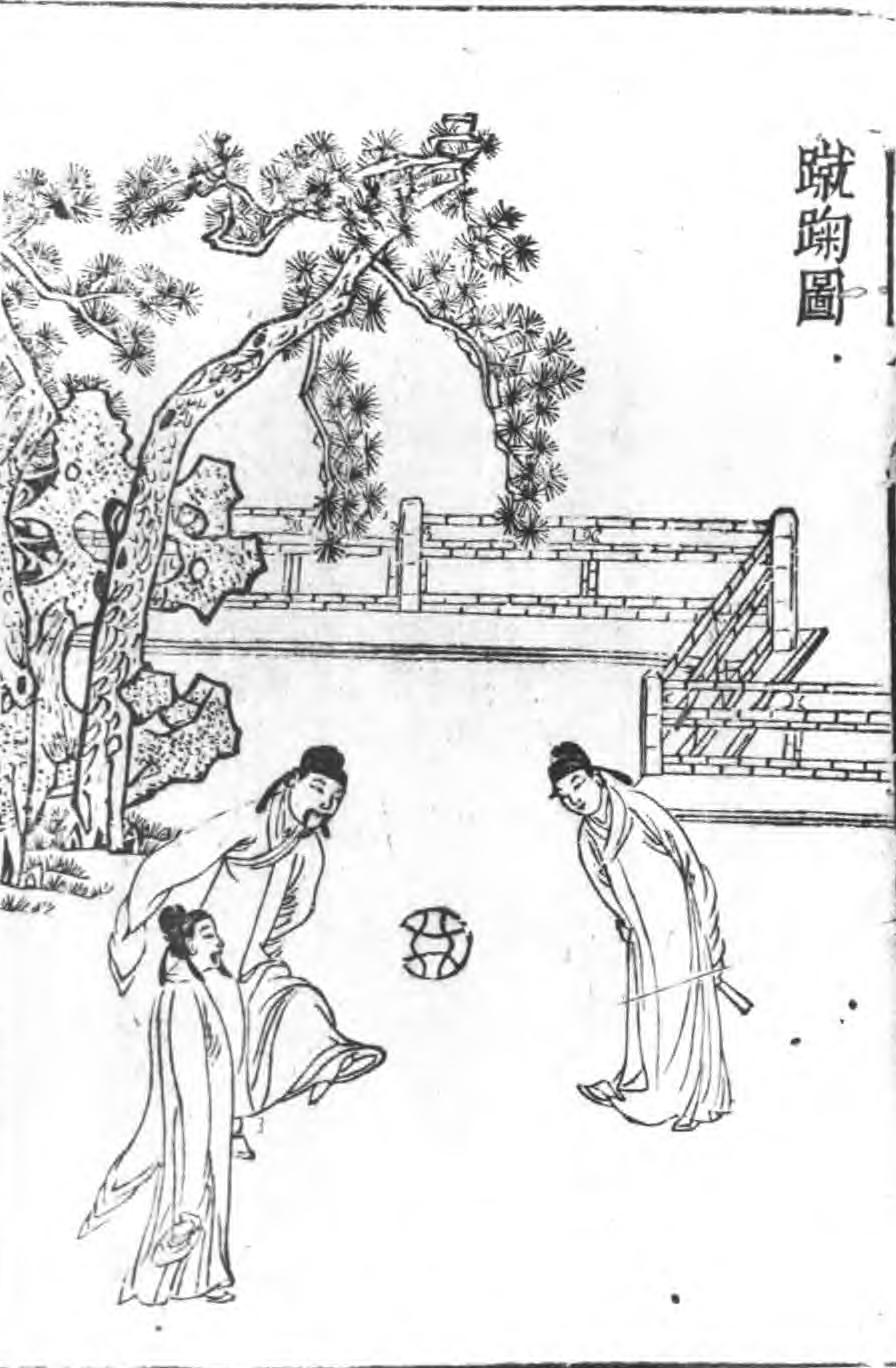
蹴鞠圖

忽必烈建立元朝後，蹴鞠也開始流行於蒙古人之間，尤其是門閥貴戚，習風更盛。
明代之後，蹴鞠仍流行於貴族與官吏間，其中許多貴族與官吏過度沉迷於蹴鞠，而荒廢了自己應盡的職務、不理政事；以及當時青樓的娼妓知道男人愛玩蹴球，便開始以玩蹴球的方式招攬客人，使得蹴鞠逐漸趨於下流低俗。明太祖因此下令官吏、武士等禁止蹴鞠，“鞠圆者誅九族”。
清兵入關、建立清朝後，滿人以明朝為鑑，為防止貴族與官吏也因此荒廢政事而全面禁止了蹴鞠，蹴鞠就此沒落，愛好溜冰的滿族人曾將其與滑冰結合起來，出現了“冰上蹴鞠”的運動形式。

## 文學
- 唐朝大詩人李白有古詩曰：「斗鸡金宫里。蹴鞠瑶台边。」
- 宋代陸遊有詩云：「少年骑马入咸阳，鹘似身轻蝶似狂；蹴鞠场边万人看，秋千旗下一春忙。」

## 現代發展與影響
- 現今日本的傳統活動中仍保有蹴鞠（日语：／ kemari ‧ shūkiku）的活動。
- 現今中國部分地區的小學將蹴鞠列為正式課程。

### 足球與蹴鞠
國際足球協會（FIFA）在2004年初公開確認足球最早的形式出現於中國北京，亚洲足联秘书长维拉潘颁发了起源纪念杯和证书。
蹴鞠也是圓的。

## 流行文化

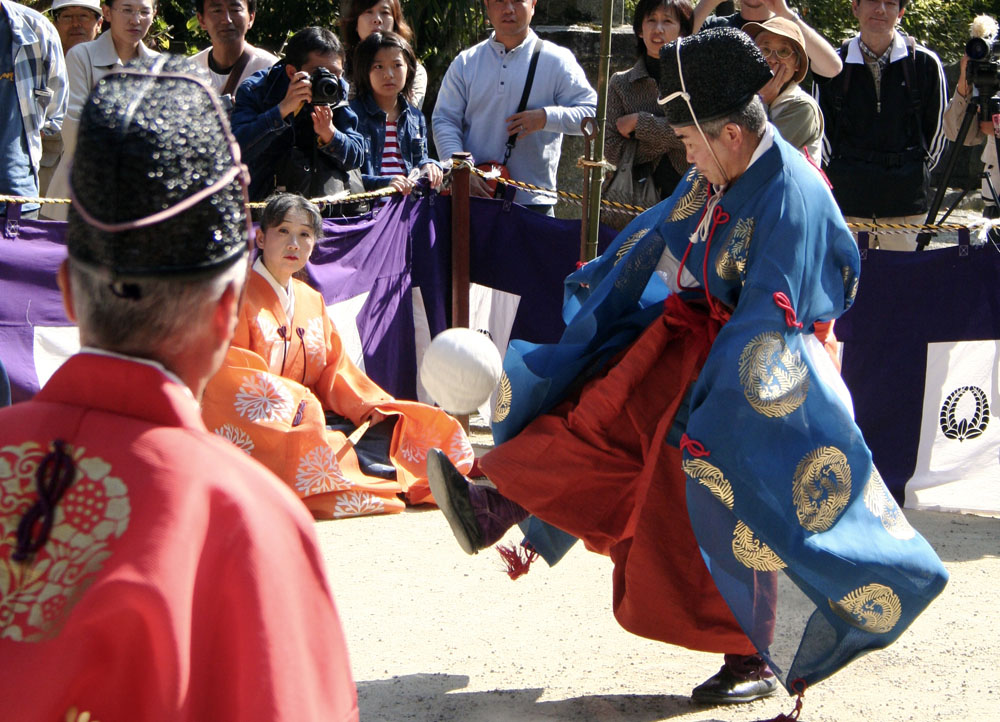
蹴鞠於日本京都

- 香港TVB電視劇《醉打金枝》第一集女主角昇平公主(關詠荷飾)參加宮廷內蹴鞠比賽。
- 香港TVB電視劇《尋秦記》有一段主角項少龍(古天樂飾)參加蹴鞠比賽的劇情[6]。
- 電影《赤壁》中有曹操以蹴鞠訓練魏軍的片段。
- 電視劇《一腳定江山》的主题为蹴鞠的故事。
- 電視劇《奇皇后》中也有元朝皇帝跟高麗廢王比賽蹴鞠的片段。

## 外部連結
- FIFA網站上對蹴鞠的介紹 （页面存档备份，存于）（英文）

## 延伸阅读
[在维基数据编辑]
 《欽定古今圖書集成·博物彙編·藝術典·蹴踘部》，出自陈梦雷《古今圖書集成》